# Cowpers körtlar
Cowpers körtlar (anatomiskt benämnda glandula bulbourethralis) är hos män två körtlar belägna ömse sidor nedanför prostata och mynnande i urinröret. De producerar ett sekret som kallas försats, vilken hjälper till att skapa en gynnsam miljö för spermierna, samtidigt som det vid samlag fungerar smörjande. Den kvinnliga motsvarigheten heter Bartholins körtlar.
Cowpers körtlar är uppkallade efter den engelske anatomen och kirurgen William Cowper (1666–1709) som beskrev dessa 1702.